# 丹大高速道路

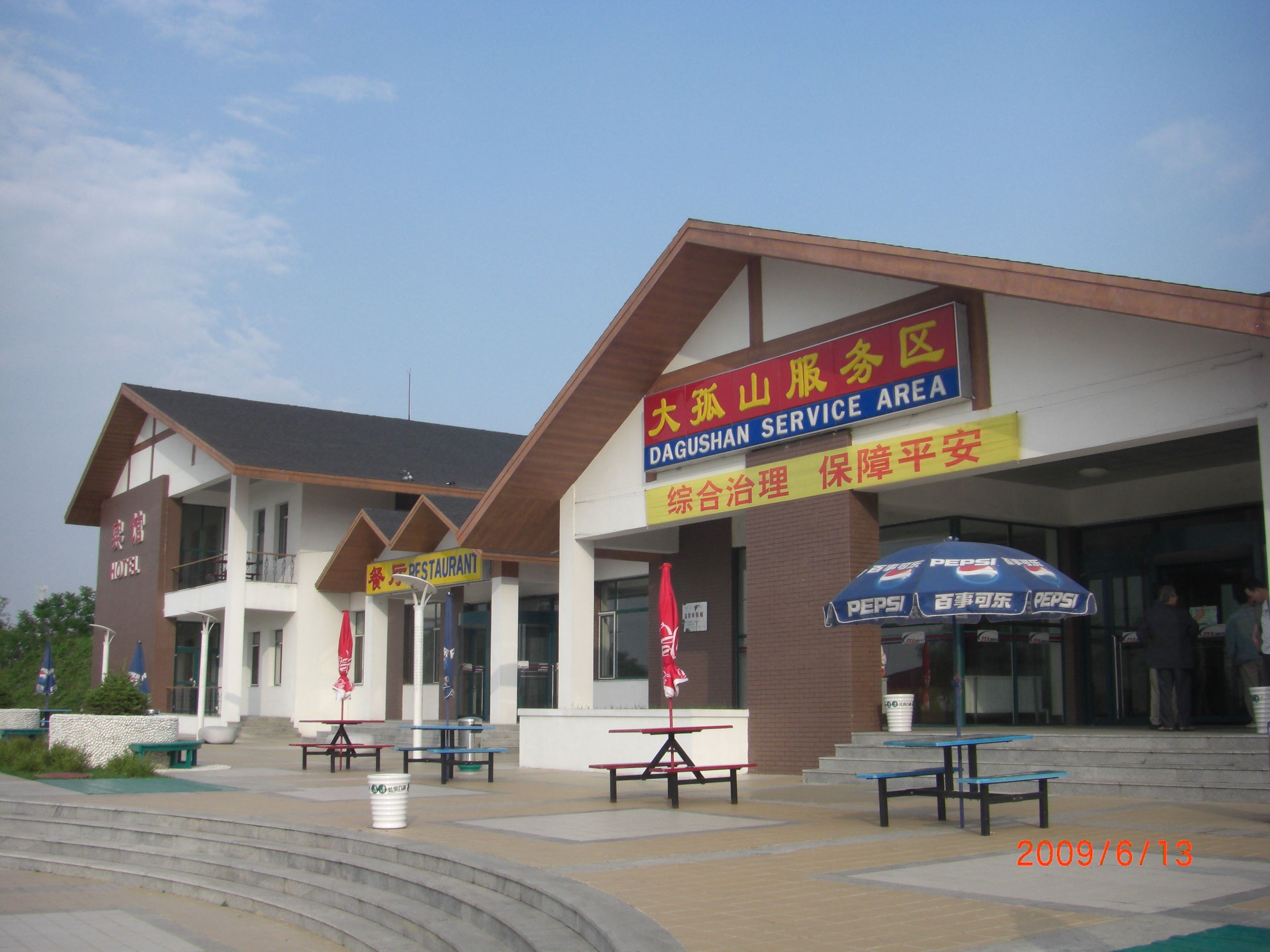
大孤山服務区（サービスエリア）下り線

丹大高速道路（だんだいこうそくどうろ、ダンダーガオソォーゴンルー、簡体字: 丹大高速公路、拼音: DānDà Gāosù Gōnglù）は、中国遼寧省大連市から丹東市までの全長486.22kmの高速道路である。
2010年4月30日から「鶴大高速道路」（黒龍江省鶴崗～牡丹江～吉林省敦化～遼寧省丹東～荘河～大連）の一部となっている。
途中の荘河市までは、大荘高速道路として開通していたが、2005年9月28日に荘河から丹東迄開通した。丹東インターチェンジ（丹東市古城子）より瀋丹高速道路（丹阜高速道路と改称）と接続し、大連側は2009年従来の始点の董家溝ICより金州南JCT間が開通し、瀋大高速道路と接続された。サービスエリア当初、丹東側に大孤山服務区（サービスエリア）が、上下線各1箇所のみだった。このサービスエリアには、トイレ、売店、宿泊施設、中国石油のガソリンスタンドが設置されていて、形状は上下線とも見間違えるほど似ている。その後、荘河と皮口にサービスエリアが開設された。
最高速度は110kmおよび一部で100km。皮口インターチェンジ付近には工場や学校があり、路肩を歩行者が歩いたり、横断したりして、大変危険である他、実際に多数の死者が出る交通事故がたびたび起きているなど、安全面が危惧されている。
大連料金所-金州南JCT-大連湾大橋-十里崗-大窯湾IC（大窯湾疏港高速道路へ）-老虎屯大橋-董家溝IC-得勝IC-登沙河IC-杏樹屯IC-楊樹房IC-皮長高速道路分岐-皮口IC-皮口SA-城子垣IC-明陽IC-花園口IC-大鄭IC-荘蓋高速道路分岐-荘河IC-荘河SA-荘河東IC-呉炉IC-青堆子IC-栗子房IC-大孤山SA-大孤山IC-大洋河大橋（1,360m）-馬家店IC-東港IC-丹東西IC-丹東IC